# Doom (wrestling)
I Doom sono stati un tag team di wrestling attivo dal 1989 al 1991 nella National Wrestling Alliance e nella World Championship Wrestling, composto da Ron Simmons e Butch Reed.

## Carriera

### Inizi
Butch Reed firmò per la Jim Crockett Promotions nel 1988 dopo aver lasciato la World Wrestling Federation; fu introdotto come "Hacksaw" Butch Reed ed ebbe un breve feud con Junkyard Dog. Simmons era stato nella JCP per qualche tempo, dove combatteva in coppia con Eddie Gilbert, ma senza grande successo.

### Woman
Quando nel 1989 Rick Steiner e Scott Steiner cominciarono a lottare in coppia, una fan di nome Robin Green iniziò a seguirli in ogni loro spostamento, dichiarandosi innamorata di Rick. Scott e la manager Missy Hyatt divennero sospettosi delle attenzioni della ragazza quando lei cambiò totalmente aspetto adottando un look da "vamp". Quando poi a causa di una sua intromissione, gli Steiner Brothers persero un match con i campioni The Fabulous Freebirds, insorsero dissensi e malumori tra i due fratelli. Alla fine, la ragazza tradì gli Steiner, adottando il nome Woman e dichiarò che presto, i due fratelli avrebbero incontrato il proprio "destino" ("doom" in lingua inglese) al ppv Halloween Havoc 1989.
La sera dell'evento, Woman svelò i Doom – una coppia di muscolosi, rissosi e violenti wrestler afroamericani mascherati. I Doom vinsero il loro match di debutto sconfiggendo gli Steiner Brothers quando uno dei membri del duo mascherato schienò Rick Steiner dopo averlo colpito con un oggetto contundente nascosto sotto la maschera. I Doom si rivelarono una coppia devastante sconfiggendo in seguito Eddie Gilbert & Tommy Rich a Clash of the Champions IX, dando una notevole dimostrazione di forza. A Clash of the Champions, la nuova guardia del corpo di Woman, Nitron, debuttò accompagnando i Doom a bordo ring.
Sfortunatamente, la prossima apparizione dei Doom in un PPV non ebbe lo stesso successo. Nel corso di un torneo tag team a punti, non riuscirono a vincere un solo match e finirono ultimi. Poco tempo dopo anche la manager Woman li abbandonò in favore dei The Four Horsemen. Poi il 6 febbraio 1990, a Clash of the Champions X, i Doom furono sconfitti da Rick & Scott Steiner e come risultato della stipulazione del match furono costretti a togliersi le maschere in pubblico.

### Teddy Long e NWA World Tag Team Championship
Il nuovo manager della coppia fu l'ex arbitro "The Godfather" Teddy Long, e da questo punto in poi la carriera dei Doom iniziò nuovamente a prosperare. Come prima cosa, decisero di vendicarsi degli Steiner Brothers.
Al ppv Capital Combat riuscirono a sconfiggerli, conquistando i titoli di coppia. In veste di campioni difesero le cinture contro i Rock 'n' Roll Express a The Great American Bash 1990 e annichilirono Flyin' Brian Pillman & The Z-Man oltre ai The Southern Boys. Alla fine del 1990, ebbero uno scontro con i membri dei The Four Horsemen dopo una lite nel backstage dove gli arroganti Horsemen insultarono i Doom non volendo dividere lo spogliatoio con loro per motivi razziali (il tutto faceva ovviamente solo parte di una storyline). I Doom effettuarono quindi un turn face passando tra le file dei "buoni" e di conseguenza cominciarono una rivalità con il gruppo capeggiato da Ric Flair.
Al ppv Halloween Havoc 1990, "The Soul Brothers" Doom difesero i titoli contro Ric Flair & Arn Anderson, anche se entrambi i team furono contati fuori dal ring per conteggio di dieci. Fu quindi fissato un rematch senza squalifiche da disputarsi a Starrcade 1990 ma Flair dovette essere sostituito da Barry Windham perché era impegnato nel main event dove doveva lottare come "The Black Scorpion". Ancora una volta il risultato fu un nulla di fatto, stavolta a causa di un doppio schienamento simultaneo (Windham schienò Simmons e Reed schienò Anderson nello stesso momento) ma il feud Doom/Horsemen terminò poco tempo dopo senza una conclusione definitiva.
A Clash of the Champions XIV, i Doom persero un non-title match contro Sting & Lex Luger.

### Separazione e oltre
Il 24 febbraio 1991 al ppv WrestleWar 1991 i Doom affrontarono i Fabulous Freebirds e persero match e titoli a causa di un'incomprensione tra Reed e Simmons. Quando i Freebirds lasciarono il ring, Reed si rivoltò contro Simmons e lo aggredì, diventando un heel e ponendo presumibilmente fine al loro sodalizio. Un mese dopo, tuttavia, Reed e Simmons lottarono nuovamente insieme in occasione dell'evento Starrcade '91 at Tokyo Dome, perdendo con Bam Bam Bigelow & Big Van Vader. Al termine del match, Reed e Simmons cominciarono a litigare furiosamente, e questa volta i Doom si sciolsero definitivamente.
Teddy Long si schierò dalla parte di Butch Reed quando gli ex componenti dei Doom ebbero un breve ma intenso feud. La rivalità culminò al ppv SuperBrawl I dove Ron Simmons sconfisse Butch Reed in uno Steel cage match (denominato "Thunder-Doom" cage match). Dopo lo show, Reed lasciò la compagnia e Ron Simmons si concentrò sulla competizione singola, mentre Teddy Long effettuò un turn face e cominciò a far da manager ad altri talenti in WCW.  Long sarebbe anche occasionalmente apparso all'angolo di Simmons quando Ron conquistò il WCW World Heavyweight Championship nell'agosto 1992.

### Reunion
I Doom si riunirono brevemente a WWE SmackDown in occasione della storyline del matrimonio di Teddy Long.

## Titoli e riconoscimenti
- National Wrestling Alliance / World Championship Wrestling
  - NWA World Tag Team Championship (Mid-Atlantic version) / WCW World Tag Team Championship (1)

- I Doom vinsero le cinture quando ancora il titolo era sotto l'egida della NWA e le persero quando il nome cambiò in WCW.

- Pro Wrestling Illustrated
  - 91º posto nella lista dei 100 migliori tag team nei PWI Years